# Convent de Sant Jeroni
El convent de Sant Jeroni, dit també convent de Santa Elisabet o de Santa Isabel, és un convent de monges jerònimes establert a la ciutat de Mallorca el segle xv. Està situat davant la plaça de Sant Jeroni, i és un dels complexos conventuals més ben conservats de la ciutat, gràcies al fet que les monges hi residiren fins al moment del seu trasllat el 2015.
Inicialment sota l'advocació de Santa Elisabet d'Hongria, la presència de les monges jerònimes popularitzà l'advocació de Sant Jeroni, nom amb què és conegut actualment.

## Història

### Antecedents
L'any 1336, unes religioses terciàries franciscanes fundaren un convent vora la Porta del Camp sota dedicació d'Elisabet d'Hongria. Amb el temps, anaren ampliant les dependències amb noves cases, de les quals encara es conserven les portes, cegades en el mur exterior. L'any 1448, Huguet Barxa hi construí una petita església gòtica (la qual seria derruïda el 1649). A mitjan segle xv, es comencen a documentar denúncies contra aquelles monges, cosa que en comportà l'expulsió el 1472 per part de les autoritats eclesiàstiques.
El 1485, el convent fou ocupat per una nova comunitat de religioses que hi establiren un convent de l'orde de Sant Jeroni. Les primeres monges provenien del monestir del Puig de Pollença, a les quals s'afegiren altres dones que ingressaren dins l'orde per fundar la comunitat. Cal pensar que la comunitat gaudí ràpidament de bona popularitat, atès que el 1530 un grup de monges del convent decidí fundar una nova comunitat al monestir del Puig d'Inca, que poc més tard es traslladà a Inca, al monestir de Sant Bartomeu.
L'església actual es construí entre el 1651 i el 1669. El patronatge de Sant Jeroni causà que, a poc a poc, es començàs a conèixer com a convent de Sant Jeroni.

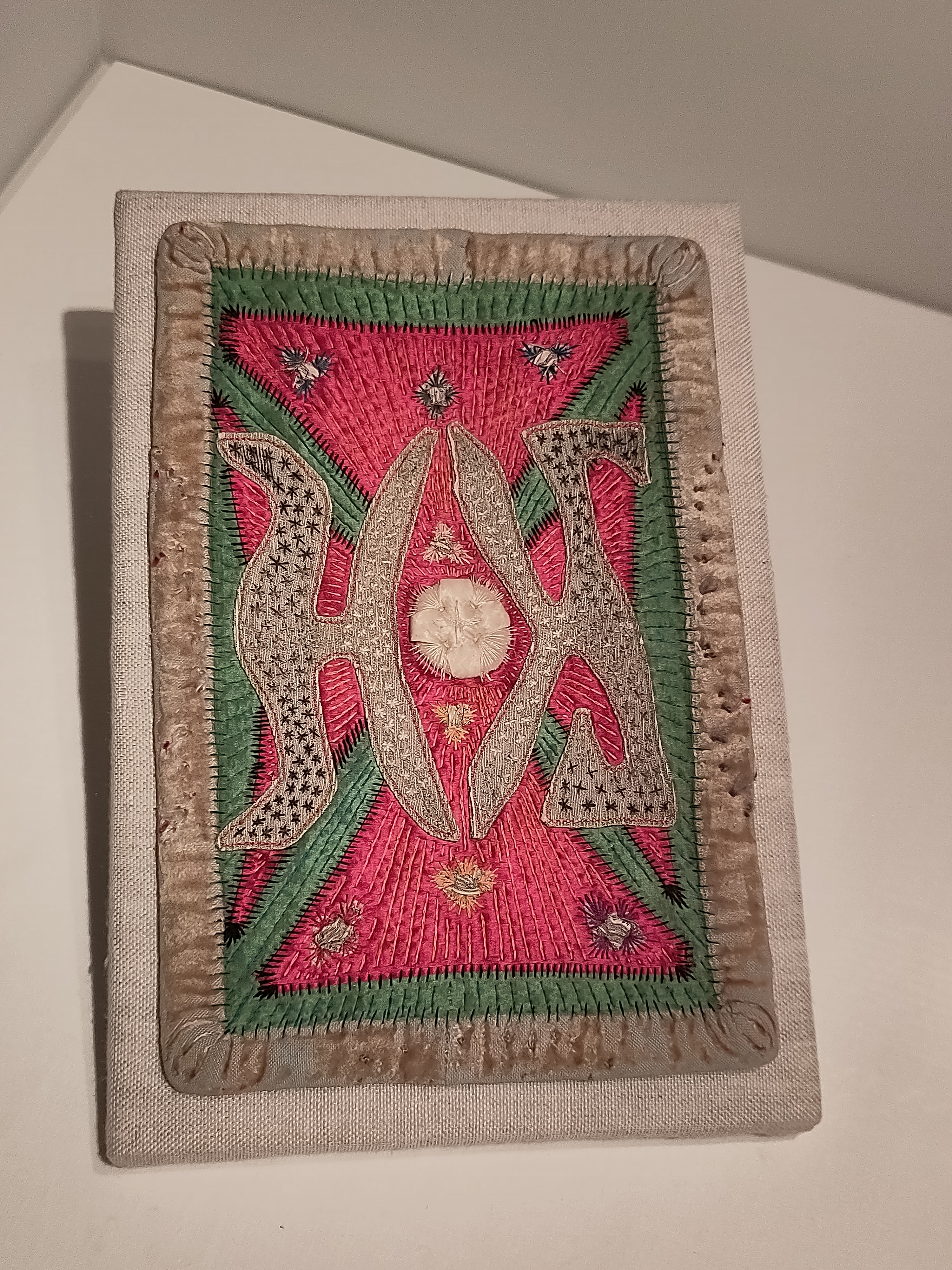
Peça del monument de les Quaranta Hores dissenyat per Gaudí

Durant la seva estada a Mallorca per la reforma de la Seu, Antoni Gaudí col·laborà (1912) amb les monges de Sant Jeroni per la confecció d'un monument de les Quaranta Hores: mentre que Gaudí feu el disseny, les monges realitzaren els brodats; finalment, el projecte no s'acabà i romangué a mitges.
El 2015, la comunitat decidí abandonar el convent, molt deteriorat per la manca de restauracions, i traslladar-se al monestir de Sant Bartomeu d'Inca, l'altre convent de l'illa de monges jerònimes.

## Descripció

### Església
Té planta de nau única dividida en quatre trams, amb cinc capelles irregulars i capçalera rectangular. La coberta és de volta de creueria i sobre la capçalera de volta de canó. El portal de Sant Jeroni és absidial, i té brancals decorats amb grotescs situats sobre altes bases i rematats per un entaulament que sosté arquivoltes de mig punt amb ornamentació vegetal. En el timpà hi ha la figura de Sant Jeroni al desert. El capell del sant entre dos lleons és sobre l'arquivolta major.
La imatge de Nostra Senyora de la Consolació presideix el retaule principal de l'església, obra de Gabriel Mòger, de 1507. També cal destacar les pintures de Sant Jeroni, d'estil gòtic, obra de Pere Terrencs, i de la Immaculada Concepció (1574), obra de Mateu Llopis. Al cor hi ha un orgue de començament del segle xvii.